# أبو القاسم الزياني
أبو القاسم الزياني (1147 هـ- 1249 هـ، 1734 - 1833م)، وزير ومؤرخ الدولة العلوية. قام بأسفار كثيرة وزار مناطق عديدة مثل تركيا ومصر وسوريا وسواحل أوروبا الجنوبية، واستطاع أن يكتب خمسة عشر مصنفًا كبير الحجم. وترجع شهرته الجغرافية إلى كتابه في أدب الرحلات الترجمانة الكبرى الذي جمع فيه أخبار العالم وعلومه.

## حياته
ولد أبو القاسم الزياني في فاس بالمغرب. كان جده يؤم الصلاة في عهد المولى إسماعيل سلطان المغرب. ولأن المغرب مر، بعد وفاة إسماعيل، بفترة اضطراب سياسي كبير، اعتزم عمر، والد أبي القاسم، الرحيل عن المغرب والمجاورة في المدينة المنورة. فحزم أمره وخرج سنة ،1755 بعد أن باع دارين كان يملكهما بفاس، وكتباً كان والده قد خلفها، وجمع من ذلك ما يبلغه مراده.
كان أبو القاسم يومها في الثالثة والعشرين من عمره لما رحل مع والديه عن المغرب. وكان قد تلقى العلم عن أبيه وأصدقاء أبيه، وهم في الطبقة الأولى من أهل المعرفة بفاس. فنال حظه من الفقه والحديث والتفسير والنحو والمنطق. وكان ثمة كُناش لجده، فضلاً عن كنّاشات أخرى للعائلة، هو الذي نبهه للعناية بالتاريخ والأنساب. بلغت الأسرة مصر، وأشار بعضهم على والده أبي القاسم بركوب البحر الأحمر إلى الحجاز، واشترى له سلعة بقصد التجارة. فلما كانوا في مرسى ينبع تكسر المركب وضاعت السلعة وتلفت الأسباب. عندها أخرجت الوالدة من حزامها 300 دينار، اكترت الأسرة منها ركباً لجدة ومكة المكرمة وحصّلت الحج، وعادت بعد ذلك إلى مصر، تمهيداً للعودة إلى المغرب. فالمجاورة لم تعد ممكنة.
قبل وصول الأسرة إلى فاس بعام واحد كان محمد بن عبد الله قد تولى سلطاناً للمغرب. يقول أبو القاسم:
«ولما استرحنا من السفر بعد العودة إلى فاس، عدت للقراءة كما كنت، ولما سألنا عمن كنا نألفه من الطلبة في القراءة والأنس، وجدنا أكثرهم تعلق بخدمة السلطان سيدي محمد لما بويع.. فلما بلغني خبر رفيقي سعيد الجزولي وغيره شرهت نفسي للحاق بهم، وتعلقت همتي بخدمة السلطان». وقد عارض والده في ذلك لأنه كان يخشى أن يصيب ابنه ما يصيب الناس في بلاط الملوك إذ يرتفعون ويهبطون ويسرون ويأملون ويفرحون ويترحون ويسجنون وتصادر أملاكهم. لكن أبا القاسم لم يقبل نصيحة والده، وأصبح كاتباً في بلاط محمد بن عبد الله.
أصاب الفتى ما خشي منه والده. فبعد عشر سنوات طرد من الخدمة، وظل مهدداً بالقتل. لكن السلطان عرضت له مشكلة فيما بعد، فلم يجد من يحلها له سوى الزياني، فأعاده إلى ما كان عليه، وزاد في إكرامه. ثم كلفه القيام بمهمات كثيرة، أداها جميعها بنجاح كبير.
في سنة 1786م وجهه سلطان المغرب سفيراً عنه إلى الخليفة العثماني، عبد الحميد الأول. فكان خير سفير. ولم يدون أبو القاسم في رحلته المسماة الترجمانة الكبرى أخبار رحلته الأولى، فقد كانت هذه رحلة أبيه. أما هذه فهي رحلته لذلك فإنه يفصل أخبارها.
ولم يكن أبو القاسم الزياني في البلاط المغربي بعد عودته من استانبول، حتى توفي السلطان محمد بن عبد الله، وتولى الحكم ابنه يزيد الذي كان يمقت الزياني. فزجه في السجن وصادر أملاكه. ومع أنه رضي عنه، فإنه أعاده إلى السجن وعذبه.
رغم كون مؤرخ الدولة العلوية ينحدر من عائلة أمازيغية في جبال الأطلس المتوسط المستقرة بقبائل زيان، كانت الظرفية التي عاشها الزياني تتسم بكثرة المناوشات داخل المغرب بين القبائل وكان سيدها بدون شك: القبائل البربرية على اعتبار الجهد الذي كلفوه للمولى إسماعيل في تثبيت ملكه في المغرب، قبائل لا تلين باللطف بل بالسيف والعنف يقول الزياني:
| أبو القاسم الزياني | "وحاربوا الوطاسيين من بين مرين إلى أن غلبوهم على ملك المغرب… وادعنوا الطاعة وصاروا من جملة القبائل الغارمة،… وغلب السلطان مولاي إسماعيل منهم على أهل المغرب عربهم وبربرهم، باستعمال العسكر… وقد بلغ عددهم مائة وخمسين ألفا، فاستراحت دولة العلويين من عبث البربر نحو خمسين عاما إلى أن مات المولى إسماعيل…، وساءت أحوال المغرب معهم إلى أن رحمهم الله بولاية السلطان سيدي محمد بن عبد الله، فساسهم بحمله وبحزمه… ولما بويع ولده أمير المؤمنين مولانا سليمان ملك وقتنا أبقاه الله، ساسهم سياسة والده بالرفق والحلم والإضاء عن هفواتهم، فأطغاهم حلمه، وأفسدهم عدله، ولم يرهف لهم جدا." | أبو القاسم الزياني |

يظهر هنا  رفض القبائل للعيش تحت سلطة المخزن  لكن الغريب أن الزياني عندما يؤكد على حال البرابرة لا يلجأ إلى أي استشهاد قرآني لأجل دعوتهم إلى الوحدة وطاعة أولي الأمر، إلا أنه بالمقابل ذهب إلى انتقاد ابن خلدون (وهو عربي) عندما ذهب إلى مدح هؤلاء باعتبارهم يتحلون بأخلاق فاضلة وتنافس في الخلال الحميدة.

## رحلاته
قام برحلته الأولى لأداء الفريضة والزيارة سنة 1169 هـ. غرق في بحر قزوين وتلف المال ورجع إلى المغرب سنة 1171 هـ. تعلق بالكتابة والخدمة السلطانية ونهي والده عنهما إلى أن حصلت له النكبة سنة 1184، حيث نفذ مال والده وباع جميع كتبه. تخلص من النكبة والرجوع للخدمة والتمكن في الدولة وما تخلل ذلك من الحوادث، تولى الخلافة في نواحي مكناس إلى أن عيّن سفيرا بإسطنبول عام 1200 إلى 1204 هـ في محاولة لتسوية الخلافات مع الجزائر، عين في ما بعد تعيينه سفيرا للمغرب إلى إقليم الأندلس. جائت بعدها النكبة في أيام السلطان اليزيد وتقلب في سجون المغرب، خرج من السجن بعد أن توفي اليزيد وأخرجه أهل الرباط منه وبايع السلطان مولاي سليمان، الذي كان يعرف للزياني مكانته ومقامه وخبرته وتجارته ومقدرته، فأرغمه على أن يتولى ولاية مدينة وجدة سنة 1206 هـ /1792م بالإكراه، في الشرق من المغرب. وخرج الزياني، حسب ما يقول، إلى مقر عمله مرغماً، ومعه ركب التجار الذي كان محصوراً بفاس. فخرج عليهم العرب فقتلوا من قتلوا منهم. فانسل أبو القاسم: «فاراً بجلده سائماً من الخدمة السلطانية». وتوجه إلى تلمسان ووهران فأقام في العباد سنة ونصف السنة مشتغلاً بالمطالعة والتقييد والتأليف. واطلع هناك على غرائب كتب التاريخ التي تعد اليوم في حكم المفقودة.
سافر إلى القسطنطينية ثمّ إلى تونس ثم إلى إسطنبول ومن ثم إلى إلى دمشق الشام *دار السلام* كما لقبها. زار إقليم الشام وبها من المدن والهياكل ومزارات الأنبياء والأولياء والصحابة والعلماء. بعدها قام برحلة إلى الجزيرة العربية ثمّ إلى بلاد ما بين النهرين، ودخول بغداد فالمدينة ثمّ مكة لأداء مناسك الحج. تنقل لليمن ثمّ بلاد الزنج والحبشة وأرض الهند والسند وأرض الصين. عاد إلى مقامه في مصر ثمّ الإسكندرية ثمّ الجزائر ثمّ رجوعه إلى فاس وعودته للخدمة السلطانية، فاستقبله السلطان سليمان وولاه تفتيش مراسي المغرب ومراقبة عمالها، ثم اتخذه كاتباً ووزيراً وحاجباً. وبعد سنوات نكبه السلطان نفسه، وأنزله عن ولايته. وانصرف أبو القاسم بعد ذلك إلى الكتابة والتأليف حتى وفاته.

## مؤلفاته
خلّف أبو القاسم كتباً متنوعة، لكن أطرفها كتاب الترجمانة الكبرى في أخبار المعمور براً وبحراً. وهو كتاب طريف أن لم نقل أنه فريد من نوعه. وقد قال عنه مؤلفه في خاتمته: «هذه الرحلة المسماة الترجمانة الكبرى التي جمعت مدن المعمورة كلها براً وبحرا». الأصل في الترجمانة أنها تدور حول صاحبها. فهي أساساً سيرة ذاتية، ولو أنها ليست تامة، وتسجيل دقيق لما دار من الحديث مع أولئك الذين اجتمع بهم في الديار المقدسة ومصر واستانبول.
تروي الترجمانة أخبار ثلاث رحلات قام بها أبو القاسم: الأولى إلى الحجاز ومصر، 1755-،1758 والثانية كانت إلى الآستانة سفراً لملك المغرب سنة 1786 والثالثة للمشرق سنة.1792. لقد أنتج من الكتب ما يلي:
- الترجمان المقرب عن دول المشرق والمغرب.
- الترجمانة الكبرى.
- البستان الظريف في دولة أولاد مولاي علي الشريف.
- الغياث السلوك في وفيات الملوك. (شرح هذه الألفية في عدد من الدول الإسلامية أثناء زيارته لها).
- الدرّة الفائقة في الردّ على أهل البدع والزنادقة.
- تحفة الحادي المطرب في رفع نسب شرفاء المغرب
- درّة السلوك فيما يجب على الملوك.
- رحلة الحذاق لمشاهد الأفاق (في الجغرافيا)
- ياقوت واللؤلؤ والمرجان في ذكر الملوك وأشياخ المولى سليمان
- كشف الأسرار في الردّ على أهل البدع الأشرار
- رشف الحميا في علم السيميا وبطلان علم الكيميا.
- نصيحة المغترين في بطلان التدبير للمعترين.
- التاج والإكليل فيما يسر السلطان الجليل
- تحفة النبهاء في التفريق بين الفقهاء والسفهاء.
- شرح الحال والشكوى للكبير المتعال (منظومة).
- تاريخ الولاية المحمودة البدء والنهاية (في التعريف بالمولى عبد الرحمن بن هشام).قصة المهاجرين المعروفين بالبلدين بفاس.
- الروضة السليمانية في ملوك الدولة العلوية ومن تقدمها من الدول الإسلامية.
- المقامة الفاسية.